# سفارة النرويج في فرنسا
سفارة النرويج في فرنسا هي أرفع تمثيل دبلوماسي لدولة النرويج لدى فرنسا. تقع السفارة في باريس وهي تهدف لتعزيز المصالح النرويجية في فرنسا.

## وصلات خارجية
- الموقع الرسمي
- قائمة سفارات النرويج
- قائمة السفارات في فرنسا